# The Spindle of Life
The Spindle of Life er en amerikansk stumfilm fra 1917 af George Cochrane.

## Medvirkende
- Ben F. Wilson som Carter
- Neva Gerber som Gladsome
- Jessie Pratt som Mrs. Harrison
- Ed Brady som Jason
- Dick La Reno som Hooky